# 1215
Cette page concerne l'année 1215  du calendrier julien. Pour l'année 1215 av. J.-C., voir 1215 av. J.-C.
L'année 1215 est une année commune qui commence un jeudi.

## Événements
- Mai[1] : siège et prise de Pékin par les Mongols de Gengis Khan, grâce à une révolte de la garnison. La ville est livrée au pillage, au feu et au meurtre pendant un mois.
- Sac de Polonnâruvâ par les Tamouls[2] et formation de royaumes locaux à Ceylan.
- Le chah du Khwarezm Ala ad-Din Muhammad prend Ghazni[3] et la quasi-totalité de l’Afghanistan, ce qui lui permet en 1217 de contrôler les parties de l’Iran qui lui échappaient. Il contrôle alors le Khorassan, la Transoxiane, l’Afghanistan et l’Iran presque entier.
- Consécration du temple de Mahabodi de Pagan en Birmanie[4].

### Europe
- 8 janvier : le concile de Montpellier demande au pape de confier les biens de Raymond VI de Toulouse à Simon IV de Montfort[5].
- 4 mars : Jean sans Terre fait le vœu de se croiser pour gagner le soutien du pape Innocent III[6].
- 25 avril : Dominique de Guzmán (vers 1170 - 1221) reçoit à Toulouse l'héritage du bourgeois Pierre Seilhan pour une communauté religieuse qu'il vient de fonder, l'ordre des Frères prêcheurs[7], ordre mendiant et prêcheur destiné à l'origine à lutter contre l'hérésie cathare, suivant la règle de saint Augustin, légèrement modifiée.
- 19 avril, jour de Pâques :
  - Louis le Lion arrive à Lyon avec des troupes pour participer à la croisade des Albigeois. Inquiet, Simon IV de Montfort le rejoint et les deux hommes entrent à Montpellier, Narbonne et Toulouse. Ils se séparent à Montauban le 8 juin[8].
  - Commune de Bayonne octroyée par Jean sans Terre[9].
- 9 mai : Jean sans Terre accorde par une Charte aux Londoniens le droit d’élire leur maire chaque année[10].
- 17 mai : prise de Londres par les barons révoltés[10].
- 15 juin[11] : sous la pression des barons d’Angleterre associés au clergé et aux communes, le roi Jean sans Terre concède, par la Magna Carta Libertatum (ou Grande Charte), signée sur l’île de Runnymede, près de Windsor, des garanties aux seigneurs et à l'Église. L'arbitraire royal est ainsi limité.
- 25 juillet : Frédéric II est couronné une nouvelle fois roi de Germanie à Aix-la-Chapelle[12].
- 24 août : Le pape Innocent III déclare la Grande Charte invalide ce qui déclenche la première guerre des barons contre Jean sans Terre (1215-1217)[13].
- Août : Robert de Courçon donne ses statuts à l’Université de Paris[14]. Ils fixent les conditions de recrutements des maîtres, la discipline et l’objet de l’enseignement.
- 11 novembre : ouverture du Quatrième concile du Latran après 2 ans et demi de préparation[15]. Ce concile organise la cinquième croisade, impose aux chrétiens de se confesser et de communier une fois l'an et impose le port d'un vêtement particulier aux Juifs et aux musulmans et leur interdit toutes charges publiques. Les Juifs perdent leur statut d'hommes libres pour devenir des « serfs perpétuels »[16]. Il consacre aussi la suzeraineté pontificale sur la Sicile et l'Angleterre et décrète la centralisation de l'administration de la papauté dont le prestige est à son zénith (fin le 30 novembre).
  - Au concile du Latran, l’évêque de Prague, dépendant de l’archevêque de Mayence, soucieux d’éliminer l’influence laïque dans l’Église, obtient une relative liberté de nomination aux charges ecclésiastiques.
  - Le pape Innocent III confirme la fondation de l’ordre mendiant des frères prêcheurs (ordo praedicatorum) fondé à Toulouse par le chanoine castillan Dominique de Guzmán. L'ordre envoie ses compagnons à travers le monde pour répandre un nouveau style de prédication itinérante exigeant une pauvreté radicale (1218-1221).
  - introduction de la confession annuelle.
  - l’ouvrage de Joachim de Flore, moine cistercien, sur l’unité de la Trinité, est condamné[17].
  - le quatrième concile de Latran définit les modalités de la contribution du clergé à la croisade, soit un vingtième pour cinq ans à partir de 1215, plus tard un dixième (décimes). L’argent recueilli est envoyé au légat en Terre sainte pour qu’il le distribue aux croisés[18].
- 14 décembre : Montfort est institué comte de Toulouse à la suite des débats du concile du Latran[19]. La garde du marquisat de Provence est confiée au pape pour le comte mineur, Raymond VII de Toulouse.

- La Diète d'Empire de Ratisbonne destitue le comte palatin du Rhin Henri de Brunswick. Louis Ier de Bavière est investi du Palatinat rhénan par Frédéric II[20].
- Université d'Arezzo, fondée par des étudiants de Bologne en conflit avec la tutelle communale[21].